# Luís Domingues
Luís Domingues est une municipalité brésilienne située dans l'État du Maranhão.